# Park Kultury (stacja metra na linii Kolcewaja)
Park Kultury (ros. Парк Культуры) – stacja metra w Moskwie, na linii Kolcewej.  Stacja została otwarta 1 stycznia 1950. Do 1980 nosiła nazwę Park Kultury im. Gorkiego.
Stacja ta, podobnie jak inne na linii Kolcewej, jest przykładem stylu realizmu socjalistycznego w architekturze. Wnętrze stacji jest wykończone z przepychem, filary oraz ściany wyłożone są szarym marmurem, a w górnej części zdobione 26 reliefami przedstawiającymi radziecką młodzież.